# Suzuka (manga)
Suzuka (jap. 涼風 Suzuka) – japońska manga napisana i zilustrowana przez Kōji Seo. Jest to romans z elementami komedii i pobocznym wątkiem sportowym. Głównymi bohaterami historii są Yamato Akitsuki, chłopak, który przeniósł się z Hiroszimy do Tokio, aby rozpocząć nowe i całkiem odmienione życie oraz Suzuka Asahina, miłość Yamato, utalentowana dziewczyna trenująca skoki wzwyż, mieszkająca w pensjonacie należącym do ciotki Yamato i uczęszczająca do tej samej szkoły co Akitsuki.
Suzuka była publikowana w japońskim magazynie Shūkan Shōnen Magazine, który jest wydawany przez Kōdansha. Na podstawie mangi powstało 26-odcinkowe anime, którego premierowa emisja na kanale TV Tokyo odbyła się między 6 lipca 2005 a 28 grudnia 2005. Obie wersje serii zostały zlicencjonowane w Ameryce Północnej przez dwie różne firmy (manga przez Del Rey Manga, natomiast anime przez FUNimation Entertainment). W oparciu o historię powstało również light novel napisane przez Ayunę Fujisaki i wydane 17 maja 2007.